# Jitka Schneiderová
Jitka Schneiderová (ur. 23 marca 1973 w Znojmie) – czeska aktorka.
Po ukończeniu wyższej szkoły pedagogicznej w 1991 r. zaczęła się uczyć w Akademii Sztuk Scenicznych im. Leoša Janáčka w Brnie. W 1994 przeszła na Wydział Teatralny Akademii Sztuk Scenicznych w Pradze, gdzie ukończyła studia aktorskie. Jeszcze podczas studiów występowała gościnnie w Teatrze braci Mrštíków w musicalach i dramatach. W 1996 dołączyła do zespołu Studia Ypsilon, z którym była związana przez 7 lat.
Pojawia się również w filmach i serialach telewizyjnych. Zagrała główną rolę w filmie Samotni (reż. David Ondříček) z 2000 roku.